# Jimmy Gobble
Jimmy Gobble, né le 19 juillet 1981 à Bristol (Tennessee), est un ancien joueur américain de baseball évoluant en Ligue majeure de baseball.